# Transferència bancària

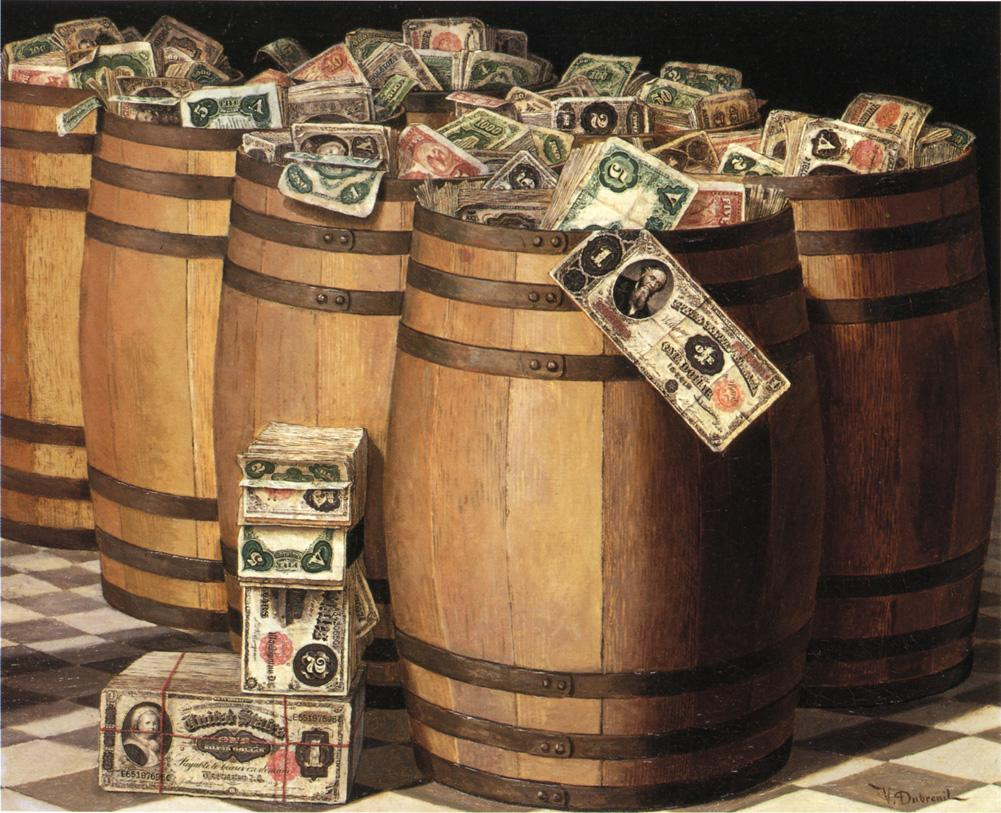
Les transferències bancàries són formes de moure diners.

La transferència bancària  és una manera de moure diners d'un compte bancari a un altre. És una manera de traspassar fons entre comptes bancaris sense treure físicament el diners.

## Gir telegràfic
El primer servei àmpliament utilitzat per a les transferències electròniques va ser llançat per Western Union el 1872 a la seva xarxa de telègraf existent. Fent úsde contrasenyes i llibres de codis, un operador de telègraf en una oficina podia enviar "via fil" uns diners que havien estat pagats a aquesta oficina pel client origen de la transferència, a una altra oficina de telègrafs que els pagava al client receptor acreditant la seva personalitat. A partir de 1877 s'utilitzava el servei per transferir gairebé $ 2.5 milions cada any.

## Característiques
Es fan entre comptes d'una mateixa persona física o jurídica en un mateix banc o també en diferents bancs en diferents països o entre comptes de diferents titulars. 

Normalment si ambdós comptes estan en el mateix banc i són de la mateixa persona, es diu traspàs i no se sol cobrar comissió. De vegades tot i ésser comptes del mateix banc, es cobra comissió per ésser el compte de destinació en un altre lloc (estat) o pertànyer a una persona diferent. 

També pot succeir que es desconegui el nombre del compte de destinació de la transferència. Això no impedeix que la transferència es pugui realitzar, ja que normalment el banc de destinació s'encarregarà de buscar-la, però això pot suposar que les comissions que es cobrin siguin grans.

## Transferència bancària electrònica
Per facilitar els pagaments entre bancs, se solen utilitzar codis d'identificació bancària nacionals i internacionals. El de major utilització internacional és el SWIFT, encara que actualment s'utilitzi cada vegada més el codi IBAN promulgat pel Comitè Europeu d'Estàndards Bancaris.
Els procediments que els bancs utilitzen per dur a terme les transferències en què la destinació és en un altre banc són molt diversos, depenent de si el banc de destinació està o no en el mateix país i de la moneda en què està expressat l'import.